# 無產階級革命
无产阶级革命（英語：proletarian revolution/proletariat revolution）是一种由工人阶级引发和领导的，以推翻资产阶级、改变原有政治制度为主要目标的社会革命。无产阶级革命一般为社会主义者、共产主义者以及无政府主义者所提倡。

## 概要
革命性无产阶级的概念最早由法国革命社会主义者和激进分子奥古斯特·布朗基提出。与布朗基和卡尔·马克思同时代出现的巴黎公社则被一些人视为无产阶级革命的第一次尝试。
马克思认为阶级意识强烈的无产阶级是革命的积极推动者，这与布朗基认为所有下层阶级的选择性革命阴谋都是无产阶级革命驱动力的观点所不同。而两者则皆与共产主义者威廉·魏特林和无政府主义者米哈伊尔·巴枯宁认为流氓无产阶级才是无产阶级革命推动者的观点形成鲜明对比。马克思和弗里德里希·恩格斯在他们的著作中写道，如果无产阶级不占多数，至少也必须在人民群众中占据重要地位，才能实现无产阶级革命。后世的一些马克思主义者，如格奥尔基·普列汉诺夫，则强调多数人口的无产化在实现无产阶级革命中的必要性。